# Волинська повстанська армія
Волинська повстанська армія (ВПА) — підпільна повстанська організація, створена вцілілими після Другого зимового походу бійцями Повстанської армії УНР для підняття антибільшовицького повстання та визволення України.

## Передумови виникнення
1 листопада 1921 року в ході Другого зимового походу Подільська група в бою під Авратином розкололася на два загони: обоз з пораненим командиром Палієм-Сидорянським та 60 вершниками рушив на північ через Авратин; новий командир групи Сергій Чорний, решта кінноти та піхота під командуванням сотників Пащенка та Оксюка стала прориватися на схід через ліси. З першого загону вціліли лише Палій-Сидорянський з 12 кіннотниками та частина обозу з пораненими на чолі з військовим лікарем Грунтенком. Четверо вояків: Грунтенко, Длугопольський, Чміль та Зубченко — дістались до села Троща, де разом з іншими селянами створили міцну партизанську організацію. Її керівником став посланець Повстансько-партизанського штабу УНР Тимофій Мельник-Тарган. Вже у грудні 1921-го трощанські партизани почали здійснювати перші терористичні акти проти радянських окупантів.
Тим часом після розгрому Волинської групи Повстанської армії в бою під Малими Міньками 17 листопада врятувався сотник 4-ї Київської дивізії Опанас Петрик, який пішки дістався до села Дідковичі. Тут він познайомився з Лукою та Іваном Костюшками, а також з колишнім зв'язковим Повстансько-партизанського штабу сотником Павлом Недашковським. Ці четверо взялися за створення антирадянського підпілля з найбільш вороже налаштованих до радянської влади селян, яких виявилася велика кількість.

## Організація

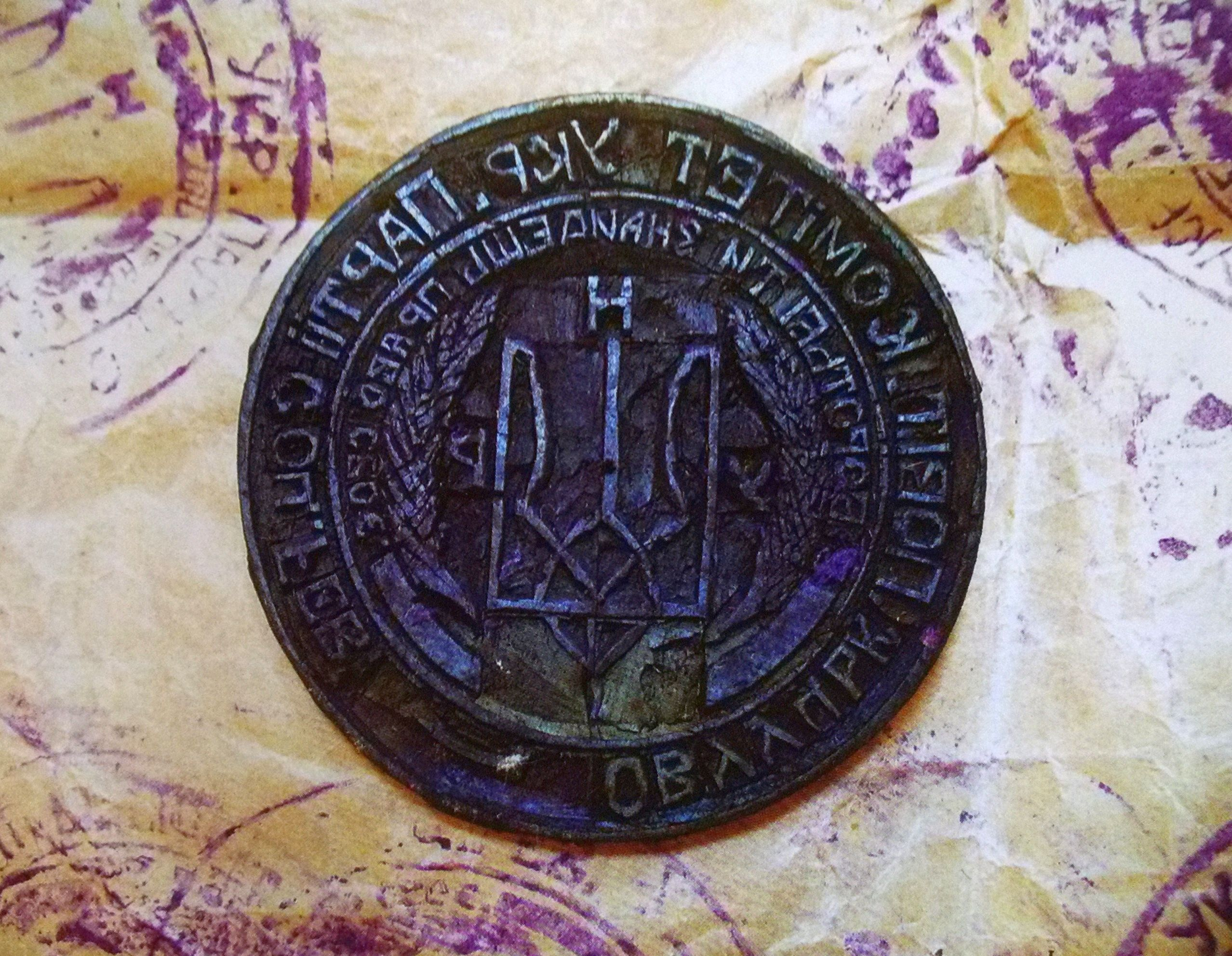
Печатка однієї з підпільних організацій ВПА.

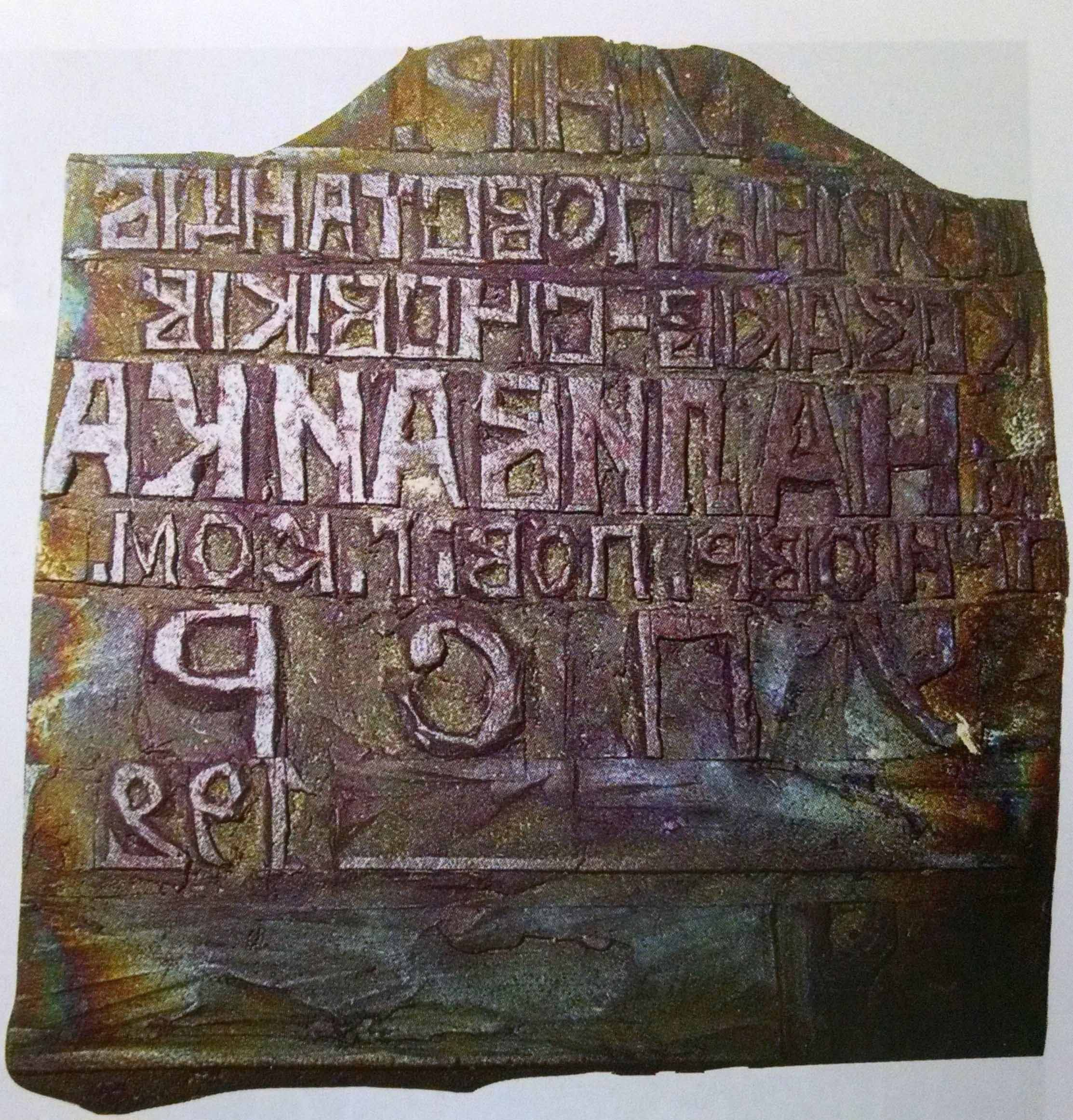
Печатка одного з партизанських куренів ВПА.

Організація Волинської повстанської армії почалася 1 травня 1922 року. Цього дня Опанаса Петрика було призначено її командувачем, Луку Костюшка — начальником штабу, Андрія Лазаренка — начальником польового штабу і т. д.
Петрик та селяни дізналися про підпільну партизанську організацію у Трощі і вислали зв'язкових до її організаторів. Мельник-Тарган погодився підпорядковуватись Петрику та був одразу призначений командиром так званої Полонської повстанської дивізії.
Після об'єднання з трощанськими партизанами керівництво Волинської повстанської армії надіслало своїх представників до Польщі, аби повідомити про своє існування Державний центр УНР. Але там, серед вояків армії УНР, провідників ВПА було обмовлено. Зокрема Михайло Палій-Сидорянський поширював чутки про те, що Василь Грунтенко — зрадник, який перекинувся на бік більшовиків. Тим не менш підполковник Ступницький став куратором усіх справ, пов'язаних з Волинською повстанською армією. Зв'язковим зі сторони уряду УНР став Тихін Гопанчук.
ВПА мала військовий апарат і своїх агентів у 75 населених пунктах губернії та, навіть, затвердила власний прапор. В кожному повіті Волині організація мала свою дивізію, яка, виходячи з кількості волостей і сіл, поділялася на ватаги (полки), сотні (роти) і чоти (взводи).

## Ліквідація підпілля

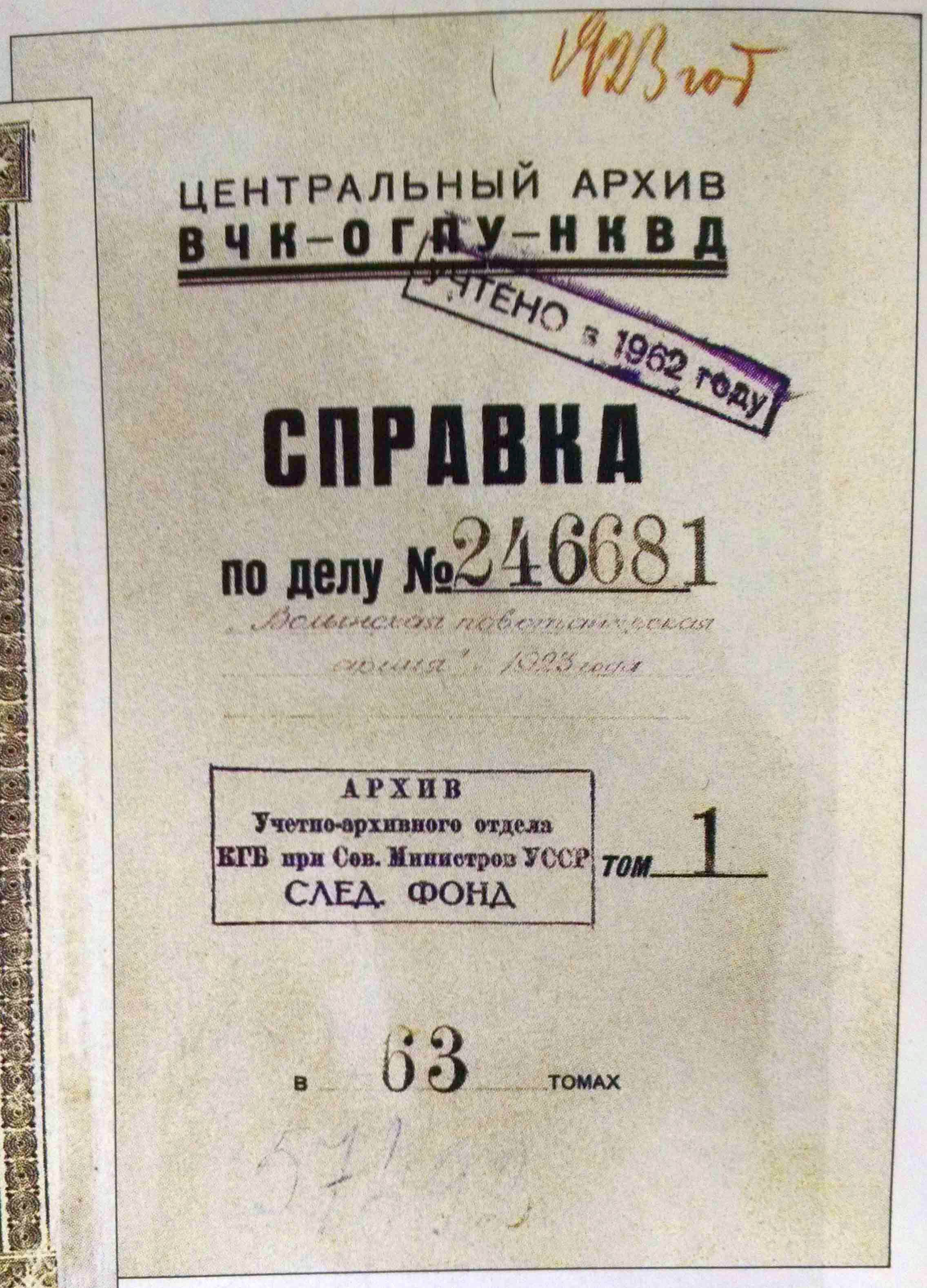
Довідка ВЧК по справі ВПА.

Задля викриття підпільної організації органами ВУЧК до неї було підіслано агента Павла Ківгіла (псевдо «Бунц») під виглядом «командира» неіснуючої повстанської організації Житомира. 29 липня 1922 року Ківгіло дістався до Трощі, де втерся в довіру до Недашковського, Петрика та Костюшка. 18 вересня Бунц перетнув польсько-радянський кордон та зустрівся зі зв'язковим Петлюри — поручником Гопанчуком. Тим часом штаб ВПА був вже на завершальному етапі планування загального антибільшовицького повстання. Новина про повстання стала цілковитою несподіванкою для ВУЧК, яке дало Бунцу наказ за будь-яку ціну відтягнути його початок. Агенту вдалося вмовити організаторів підпілля не поспішати і провести спочатку нараду 3 жовтня у Житомирі. Таке відтягування часу дало змогу радянському керівництву перекинути додаткові війська до Овруцького, Коростенського та Ізяславського повітів.
У ніч з 4 на 5 жовтня 1922 року ВУЧК почала проводити масові арешти українських підпільників ВПА. Першими було заарештовано Василя Грунтенка, Івана Андрієвського, Михайла Зубченка, Кирила Онищука, Олеся Мороза, Івана Безверщука та Дацек-Кириленка. Упіймати Петрика, Костюшка та більшість інших повстанців з Дідковичів каральним органам не вдалося.
Під час ліквідації підпілля під Овручем з'явився партизанський загін під командуванням Михайла Гаращука, який прийшов з-за кордону. Для знешкодження командира під виглядом добровольців до загону вступили місцеві селяни — агенти НК, які 14 листопада застрелили Гаращука. Після сутичок решта загону вимушена була відступити у напрямку Польщі.
За радянськими даними з усієї ВПА вдалося вціліти лише Петрику з 16 підлеглими. Станом на 22 листопада було ув'язнено 505 осіб. На підставі виявлених під час обшуків документів та зізнань затриманих арешти тривали до 5 грудня 1922 року. Всього у справі ВПА заарештовано 720 осіб, вилучено 85 гвинтівок, 65 обрізів, 3 револьвери, 1 автомобіль.
18 березня 1923 року 111 заарештованих підпільників були засуджені до страти, сімом учасникам ВПА страту замінили на 10 років ув'язнення. Деяка частина повстанців померла під час ув'язнення, решту засуджено на різні терміни ув'язнення або звільнено.

## У культурі
Придушенню повстання присвячена повість Ростислава Самбука «Останній заколот», де описуються події з прорадянської точки зору.